# Индустријске зоне у Републици Српској
Индустријске зоне у Републиици Српској су предузетничке инфраструктуре, заснована на концепција просторне организације индустрије Републике Српске.

## Разлика између индустријске зоне и индустријског парка
Међутим, кључна и најважнија разлика индустријског парка у односу на зону је постојање комплетне наменске инфраструктуре. То подразумева снабдевање поузданим изворима електричне енергије велике снаге, воде и природног гаса. Техничке спецификације хала обухватају приступ камионима и врата, подове високе издржљивости, хидрантску противпожарну мрежу, дизалице унутар и ван хала.
Иако развијене индустријске зоне подразумевају концентрацију индустријских погона у градским насељима, она је у изворном смислу део урбаног простора намењен индустријској производњи. Такве зоне често имају заједничку инфраструктуру као што су индустријска струја, водоснабдевање, канализација и телекомуникације, док важни транзитни путеви нису увек у близини.
Дакле, за разлику од индустријских паркова, индустријска зона није функционална већ просторна целина. Могу се јавити спонтано, али се најчешће дешавају по плану.

## Значај
Значај индустријских зона за Републику Српску али и Босну и Херцеговину огледа се у следећем:
- У индустријским зонама се може, пре свега, активније планирати и усмеравати економски развој Републике Српске, али и општина појединачно, у циљу уравнотеженог територијалног развоја.
- У њима се подстиче запошљавање, као најважнији циљ у време изразите незапослености у Републици Српској,
- Спречава се неефикасно коришћење урбаног и другог простора кроз ефикасно просторно планирање.
- Индустријске зоне повећавају приходе у општинским буџетима и стварају услови за привлачење секторски циљаних инвестиција.
- Планираном изградњом индустријских зона или паркова омогућава се концентрација предузетника на једном месту, заједничко коришћење инфраструктуре, међусобно повезивање и решавање потребе за пословним простором.
- Унутар зоне остварује се и ефикаснија заштита животне средине и смањује девастација пољопривредног и других облика земљишта, јер се  у њима предвиђају делатности које уважавају техничко-технолошке и организационе мера заштите околине и природе.

## Преглед зона
|    | Општина               | Име зоне | Величина зоне (hа) |
| -- | --------------------- | --- | ------------------ |
| 1  | Град Бањалука         | 1. Технолошки парк – Рамићи                                                                                   | 170                |
| 2  | Бијељина              | 1. Индустријска зона 2 2. Индустријска зона 3                                                                 | 125,9 22           |
| 3  | Билећа                | 1. Зона 3 2. Зона 4                                                                                           | 15 16              |
| 4  | Братунац              | 1. Индустријска зона                                                                                          | 40                 |
| 5  | Челинац               | 1. БАРЕ | 4,4                |
| 6  | Дервента              | 1. Индустријска зона „ДЕРВЕНТАʺ 2. Сервиснокомунални центар                                                   | 204,8              |
| 7  | Гацко                 | 1. Радна зона 1                                                                                               | 18,3               |
| 8  | Градишка 1.           | 1. Агро-индустријска зона Нова Топола                                                                         | 144                |
| 9  | Хан Пијесак           | 1. Индустријска зона „МЕКОТЕʺ                                                                                 | 10                 |
| 10 | Источна Илиџа         | 1. Индустријска зона Војковић 2. Индустријска зона Глица                                                      | 10,8 15            |
| 11 | Источни Дрвар         | 1. Потоци | 30                 |
| 12 | Источно Ново Сарајево | 1. Агрозона Тилава–Миљевићи–Петровићи 2. Далматинкино поље 3. Спортско-универзитетска зона „Чичаʺ             | 80 5,4 25          |
| 13 | Козарска Дубица       | 1. Пословна зона „ЛИПОВА ГРЕДАʺ                                                                               | 69                 |
| 14 | Костајница            | 1. Пословна зона „УНАʺ                                                                                        | 14                 |
| 15 | Крупа на Уни          | 1. Балине баре                                                                                                | 20                 |
| 16 | Лакташи               | 1. Индустријска зона Александровац                                                                            | 44                 |
| 17 | Љубиње                | 1. Индустријска зона                                                                                          | 10                 |
| 18 | Милићи                | 1. КО Нова Касаба – Јатариште 2. КО Врточе – Подгора                                                          | 31 11,4            |
| 19 | Модрича               | 1. Предузетничка зона                                                                                         | 31                 |
| 20 | Мркоњић Град          | 1. Пословна зона „Подбрдоʺ 2. Подови                                                                          | 185 15             |
| 21 | Невесиње              | 1. Индустријска зона „Килавциʺ                                                                                | 46,9               |
| 22 | Нови Град             | 1. Индустријска зона Пољавице                                                                                 | 75                 |
| 23 | Пале                  | 1. Сумбуловац                                                                                                 | 20                 |
| 24 | Пелагићево            | 1. Прив. трж. зона Поребрице – Блажевац 2. Индустријска зона Силос 3. Спорт. тур. рек. зона Језеро Пелагићево | 86 6 80            |
| 25 | Петровац              | 1. Индустријска зона Громиле                                                                                  | 40                 |
| 26 | Приједор              | 1. Индустријска зона Целпак 2. Балтине баре                                                                   | 10,3 58            |
| 27 | Прњавор               | 1. Пословна-туристичка зона „Вијакаʺ                                                                          | 134,8              |
| 28 | Рибник                | 1. Пословна зона Растока                                                                                      | 105                |
| 29 | Рогатица              | 1. Предузетничко-пословна зона – ROTEX                                                                        | 13,4               |
| 30 | Србац                 | 1. Црнаја 2. Ситнеши                                                                                          | 32,2 47,5          |
| 31 | Сребреница            | 1. Индустријска зона Поточари 2. Дрвно-прерађивачка зона Зелени Јадар                                         | 23,2 8,7           |
| 32 | Шамац                 | 1. Индустријско-пословна зона Шамац                                                                           | 8,1                |
| 33 | Шипово                | 1. Надпоље 2. Соколац                                                                                         | 150.2 42           |
| 34 | Теслић                | 1. Индустријска зона „Борјаʺ 2. Ружевачка поља 3. Радно-комунална 4. Жарковачко поље                          | 26,2 30,3 63,4 40  |
| 35 | Требиње               | 1. Волујац 2. Волујац 2                                                                                       | 85 56,8            |
| 36 | Трново                | 1. Пословно-индустријска зона Трново 1                                                                        | 9,2                |
| 37 | Угљевик               | 1. Пословна зона                                                                                              | 12                 |
| 38 | Фоча                  | 1. Маглић | 27,5               |
| 39 | Вишеград              | 1. Добрун 2. Пословна зона „Војни комплекс Вардиштеʺ                                                          | 2,7 2,1            |
| 40 | Власеница             | 1. Индустријска зона Кула–Зебан                                                                               | 37,1               |
| 41 | Вукосавље             | 1. Пословна зона                                                                                              | 81                 |
| 42 | Зворник               | 1. Пословна зона Јадар                                                                                        | 8,1                |

## Предности за предузетнике
Предности које предузетнику пружа пословање унутар зоне су:
- Све потребне активности у вези са пословним простором, градњом, дозволама, прикључцима и комуналном инфраструктуром, преузима управа зоне, тако да је предузетнику значајно олакшан посао
- Олакшано проналажење пословних партнерстава, концентрација других пословних субјеката, могућност сарадње и удруживања
- Значајно олакшање питања логистике
- Значајно повољније цене земљишта и смањење инвестиционих трошкова у целини
- Лакша комуникација са банкама и прихавтљливости колатерала у случају дизања кредита
- Доступност разних сервиса који се нуде у зонама, а били би прескупи да се појединачно организују.

## Категоризација
Према економским и просторним факторима, могуће је инустријске зоне у Републици Српској сврстати у следеће три категоризације, и то:
- индустријска зона републичког значаја у граду Бања Лука (локалитет Технолошки бизнис парк);
- индустријске зоне регијског значаја у општини Козарска Дубица, Модрича, Бијељина, Вишеград и Билећа;
- локалне индустријске зоне које је могуће реализовати на подручју свих општина, у складу са потребама и економским и еколошким могућностима.